# Créditos

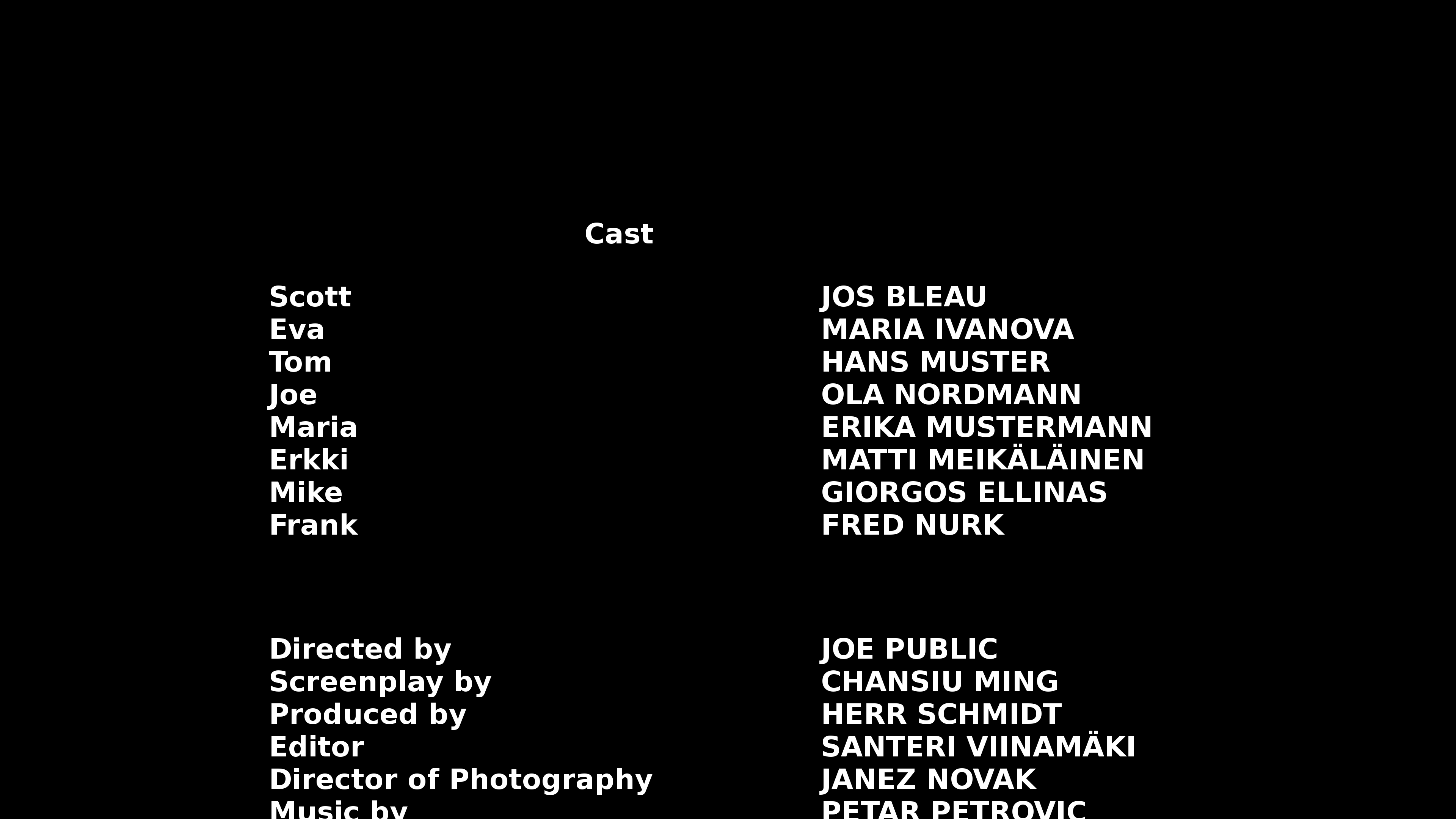
ejemplo de créditos en una película.

Los créditos o títulos de crédito consisten en la mención de las personas o entidades que han participado en la creación de una obra. En algunas películas, como The Magnificent Ambersons (de Orson Welles, 1942), los títulos de crédito son enunciados oralmente, como es el caso de los créditos de un programa de radio, pero en general, en las obras audiovisuales, los créditos se presentan bajo la forma de textos.
Los créditos de una obra son precisamente esas mismas menciones o esos mismos textos, y no deben confundirse con las secuencias que sirven para mostrarlos, habitualmente la «secuencia de apertura» o la «secuencia de cierre».

## Documentos impresos
En libros, historietas, revistas, periódicos, etc., la página de créditos está situada habitualmente al principio o al final del documento y suele hacer mención de nombres de personas como, por ejemplo, autor o autores, ilustrador o ilustradores, editor o editores, traductor o traductores, redactor jefe o redactora jefe, o también puede mencionar nombres de entidades como la editorial, la imprenta o la compañía distribuidora.

## Radio, televisión y obras audiovisuales
A los créditos, en programas de radio y en obras audiovisuales, se les llama también «títulos de crédito». Ejemplos de obras audiovisuales serían las películas, las series de televisión o los videojuegos. Los títulos de crédito consisten en general en un desfile de nombres y entidades (como el director, el guionista, la compañía productora, la compañía distribuidora o el canal de televisión). En películas y series de televisión los créditos suelen aparecer en secuencias de metraje situadas al principio o al final de la obra, o incluso en ambos: tanto al principio como al final. En función del emplazamiento en la película o episodio de la serie, si al principio o al final, a estas secuencias se las llama como corresponde: «secuencia de apertura» o «secuencia de cierre». Para muchas películas y series de televisión, también se conciben o eligen temas musicales que acompañan las secuencias de apertura (tema de apertura) o de cierre (tema de cierre).

### Créditos de apertura o de cierre y Cierre de Logos
Al principio o al final de las obras audiovisuales, los créditos citan miembros del reparto y el equipo implicado en la producción. Normalmente consisten en una lista de nombres y funciones a pequeño tipo, que pasan rápidamente página a página o bien se deslizan sobre el fondo o una pantalla negra. En esta segunda opción, los créditos se pueden deslizar de derecha a izquierda, opción común en el Reino Unido y en la televisión iberoamericana; o de abajo a arriba, opción habitual en la televisión y el cine estadounidense. En inglés también se usa el término credit roll (literalmente ‘rollo de crédito’), que procede de la época pionera del cine, cuando los nombres se imprimían físicamente en un rollo de papel que se hacía pasar por delante de la cámara. Ocasionalmente se agregan escenas o voces de los personajes tras los créditos o durante los mismos, a modo de epílogo, o se intercalan bloopers entre ellos.
El uso de créditos de cierre en las películas para mencionar el reparto y equipo de producción completo no se estableció firmemente en el cine estadounidense hasta los años 1970. Hasta esa década, la mayoría de las películas se proyectaban sin créditos de cierre; solían tener únicamente créditos de apertura, que incluyen únicamente el reparto y equipo principales.[cita requerida]
Dos de las primeras grandes producciones que incluyeron créditos de cierre extensivos fueron los blockbusters La vuelta al mundo en ochenta días (1956) y West Side Story (1961). La vuelta al mundo en ochenta días tuvo una de las secuencias de créditos finales más larga y elaborada de la historia del cine: dura unos siete minutos y proporciona una recapitulación animada de la historia de la película, identificando a los actores en el orden en que aparecen en la trama.
Superman: The Movie también tiene una secuencia muy larga para sus títulos de cierre, de casi ocho minutos de duración, que fue la más larga de la historia en el momento del lanzamiento de la película.
En la mayoría de las emisoras de televisión se cortan los créditos de cierre de las películas y programas de televisión que se emiten, pues consumen un importante tiempo de emisión y separan el contenido del tiempo publicitario, haciendo menos efectiva esa publicidad. Por ese mismo motivo, la mayoría de los programas de televisión no listan su equipo completo, salvo en ediciones en video o DVD.

### Cierre de Logos
United Plankton Pictures Logo 1999-2010